# 1009 Sirene
Az 1009 Sirene (ideiglenes jelöléssel 1923 PE) egy marsközeli kisbolygó. Karl Wilhelm Reinmuth fedezte fel 1923. október 31-én, Heidelbergben.